# Slania
Slania es el segundo álbum de estudio de la banda suiza de folk metal Eluveitie, publicado el 15 de febrero de 2008 por Nuclear Blast Records. La canción "Inis Mona", que cuenta con un vídeo promocional, consiguió colocar al grupo como uno de los exponentes del género.

## Lista de canciones
1. "Samon" – 1:48
2. "Primordial Breath" – 4:19
3. "Inis Mona" – 4:09
4. "Gray Sublime Archon" – 4:21
5. "Anagantios" – 3:21
6. "Bloodstained Ground" – 3:25
7. "The Somber Lay" – 4:00
8. "Slanias Song" – 5:41
9. "Giamonios" – 1:22
10. "Tarvos" – 4:40
11. "Calling the Rain" – 5:06
12. "Elembivos" – 6:29
13. "Samon" (versión acústica) – (1:27)

## Personal
- Anna Murphy – zanfoña, voz
- Chrigel Glanzmann – tin whistle, guitarra acústica, voz, gaita uilleann, bodhran
- Ivo Henzi – guitarra
- Simeon Koch – guitarra, voz
- Meri Tadic – violín, voz
- Rafi Kirder – bajo
- Merlín Sutter – batería
- Sevan Kirder – flauta irlandesa, tin whistle, gaita